# Güzelyurt
Güzelyurt (törökül Omorfo is, görögül Μόρφου) város Ciprus északi részén. Morphut spártaiak alapították, akik magukkal hozták Aphrodité imádatát is. A középkorban a várost Morphu vagy Theomorphu néven emlegették. A területen nő Ciprus citrusféléinek több mint a fele.
A városban van az ország egyik Szent Mamasz nevét viselő templom, mely a népszerű legenda szerint a szent Morphu közelében élt. A hagyomány szerint Mamasz egy szerzetes volt, aki Morphu közelében egy barlangban élt. Egy alkalommal az ottomán hatóság letartóztatta, mert megtagadta az adófizetést. Amikor a török rendőrök a bíróság elé vezették, útjukba került egy oroszlán, mely egy bárányt üldözött. Mamasz szavával megállította az oroszlánt és magához hívta, majd a hátára ült, és így lovagolt be a bíróság elé kezében a báránnyal. Amikor a bíróság ezt a szokatlant eseményt látta, szabadon engedte őt és egész életére felmentette az adófizetés alól. Mamasz pedig a bírónak adta a bárányt ajándékul, és az adófizetők és állatok védőszentje lett.
Mórfu lakossága szinte teljesen görög-ciprusi közösség volt. Egy 1960-as népszámlálás szerint 6480 görög-ciprusi, 123 török-ciprusi és 32 maronita élet a városban. 1907 és 1948 között Mórfu Ciprus vasúti közlekedésének egyik fontos állomása volt.
Mórfut a török haderő megszállta a törökök ciprusi inváziója során 1974-ben. Ennek következménye, hogy a görög-ciprusi lakosságnak el kellett hagyni otthonait, javait, és a Ciprusi Köztársaság területére menekülnie. A települést azóta a törökök Güzelyurtnak hívják.

## Népesség
| Lakosok száma | 2267 | 2548 | 2762 | 3228 | 4250 | 4335 | 5460 | 6642 | 7465 |
|               | 1881 | 1891 | 1901 | 1911 | 1921 | 1931 | 1946 | 1960 | 1973 |